# Застінка
Засті́нка — село в Україні, у Великогаївській сільській громаді Тернопільського району Тернопільської області. До 2015 року підпорядковане Товстолузькій сільській раді. Від вересня 2015 року увійшло в склад Великогаївської сільської громади. Розташоване на річці Гнізна, в центрі району. 
Населення — 389 осіб (2001).

## Історія
Поблизу села виявлено археологічні пам'ятки культури кулястих амфор. В місцевому кар'єрі проводив розкопки Ґерета Ігор Петрович
Відоме від початку 18 ст.
Діяло товариство «Просвіта».

Перша письмова згадка – 1564 р., згодом згадане – 1669 році. Назва походить, імовірно від місця розташування – за крутим пагорбом, що ніби стінкою (стіною) заступає село із східної сторони. Відомо, що 1784 р. в селі була церква.
У 1857 р. діяла однокласна школа. Наприкінці 19 ст., велика земельна власність належала Мохнацьким; 1915 р. – Мальчевському.
В УСС та УГА воювали понад 30 осіб, зокрема В. і М. Комарі, В. і М. Потіхи, В. та І. Стешини, Д. і М. Чорнопольські, М. і П. Швеці та ін.
У 1919 р. в бою з поляками поблизу Застінки загинуло три вояки УГА, яких поховали в селі; у червні 1926 р. на їхній могилі при великому здвигові мешканців навколишніх сіл встановили пам’ятник (1937 р. польська поліція перевезла останки загиблих і пам’ятник у м. Тернопіль).
У 1921 Працювала однокласна школа. Діяли філії товариств “Просвіта”, “Луг”, “Рідна школа”, хор, кооператива. 
1 серпня 1934 року в рамках реформи на підставі нового закону про самоуправління (23 березня 1933 року) увійшло до нової сільської гміни Баворів (Тернопільський повіт Тернопільського воєводства).
Під час німецько-радянської війни в Червоній армії загинули або пропали безвісти близько 30 уродженців села.
В ОУН і УПА перебували, загинули, репресовані, симпатики цих об’єднань – близько 20 осіб; у т. ч. районовий провідник ОУН Ярослав Метинський (“Рій”; 1911–1948). 3 січня 1946 р. в селі загинув діяч ОУН Володимир Демків (“В’ятич”).
8 лютого 1948 р. гарнізон “істрєбітєльного батальйону” (“стрибків”) перевели до с. Костянтинівка для охорони колгоспу; 18 квітня цього ж року розібрали насипану в 1941 р. могилу УСС і воякам УГА; 12 квітня цього ж року оштрафували 36-х мешканців села за невідпрацювання трудової повинності за 1947 рік.  У вересні 1948 р. примусово створили колгосп, відновлений у жовтні 1949 року; розпайований у 1990-х рр.
12 червня 2020 року, відповідно до розпорядження Кабінету Міністрів України № 724-р «Про визначення адміністративних центрів та затвердження територій територіальних громад Тернопільської області» увійшло до складу Великогаївської сільської громади.
19 липня 2020 року, в результаті адміністративно-територіальної реформи та ліквідації Тернопільського району, село увійшло до складу новоутвореного Тернопільського району.

## Населення
За переписом населення України 2001 року в селі мешкало 389 осіб. 100 % населення вказало своєю рідною мовою українську мову.
1832 проживало 236 осіб. 

## Пам'ятки
У селі є церква Святої Параскеви Сербської, збудована в 1908 році на місці дерев'яної, яка існувала до того. [2]
В селі знаходиться костел, який зараз перебуває у напівзруйнованому стані. Старожили оповідають, що він був збудований польською громадою, що проживала в Застінці і зводився кількома роками пізніше, ніж церква. [2]
- капличка Матері Божої (відновлена у 1990-і рр.),
- “фіґура” Ісуса Христа (1902),
- пам’ятний хрест на захист від холери (1831),
- символічна могила Борцям за волю України (відновлена у 1990-і рр.).

## Культурна сфера
В Застінці діє будинок культури та бібліотека. Місцевий ансамбль "Любисток" бере участь у всіх культурно-мистецьких заходах громади.

## Відомі люди
У Застінці народився громадський діяч I. Кавун.
У Застінці народився громадсько-політичний діяч А.В. Присяжний
У Застінці народився громадсько-політичний діяч Т.В.Кухарський

## Галерея

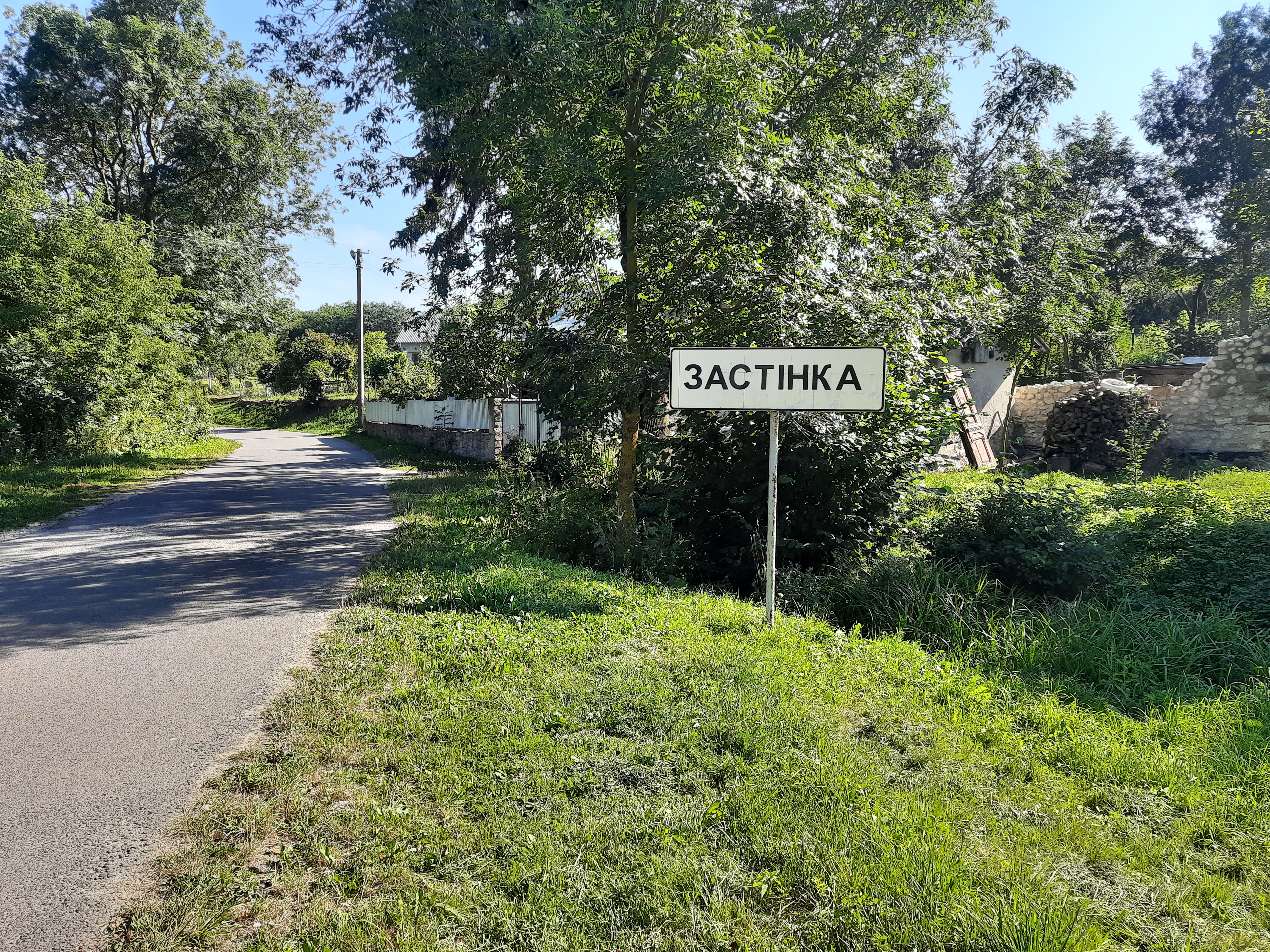
Дорожній знак при в'їзді в село
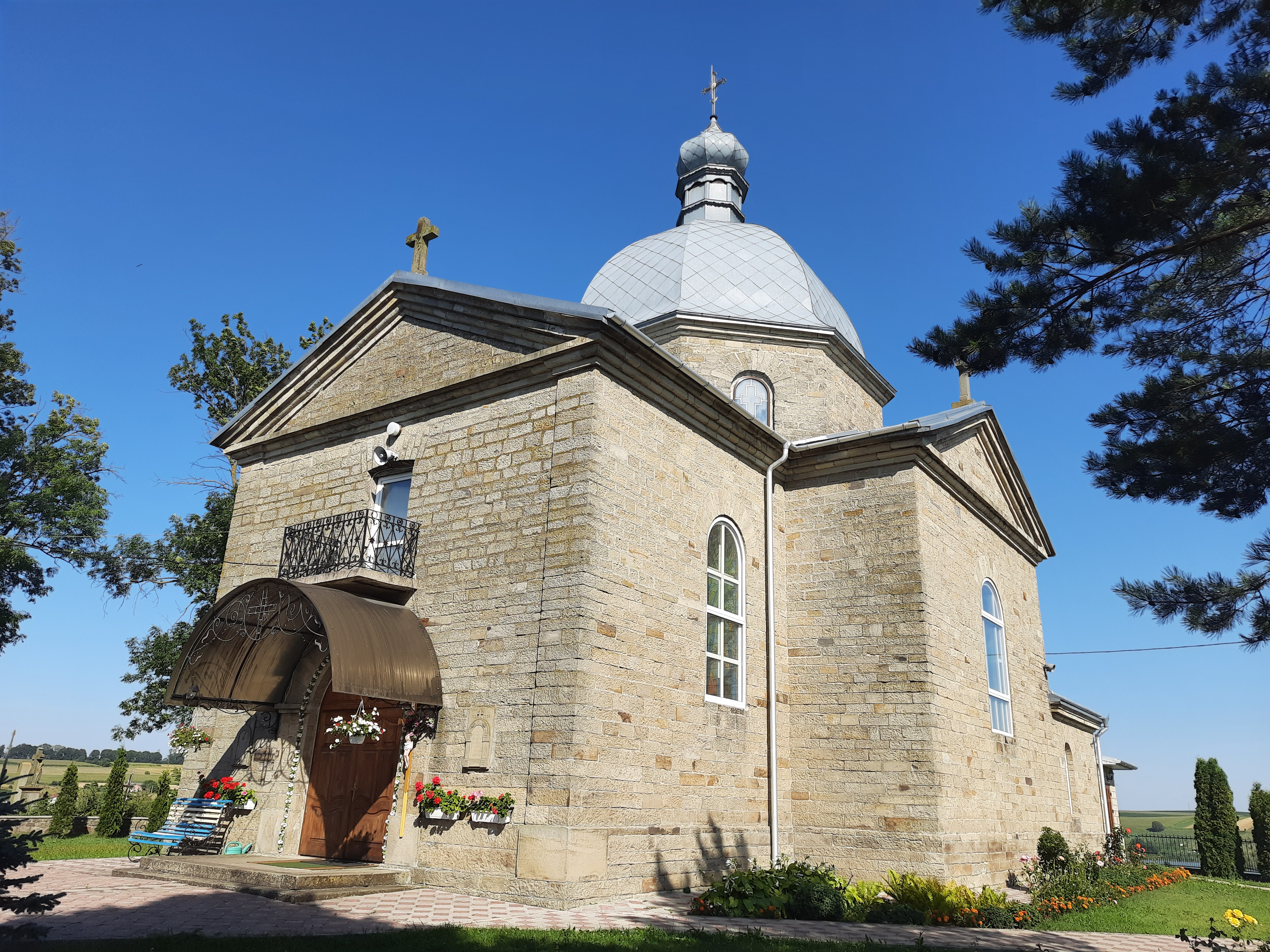
Церква Святої Параскеви Сербської
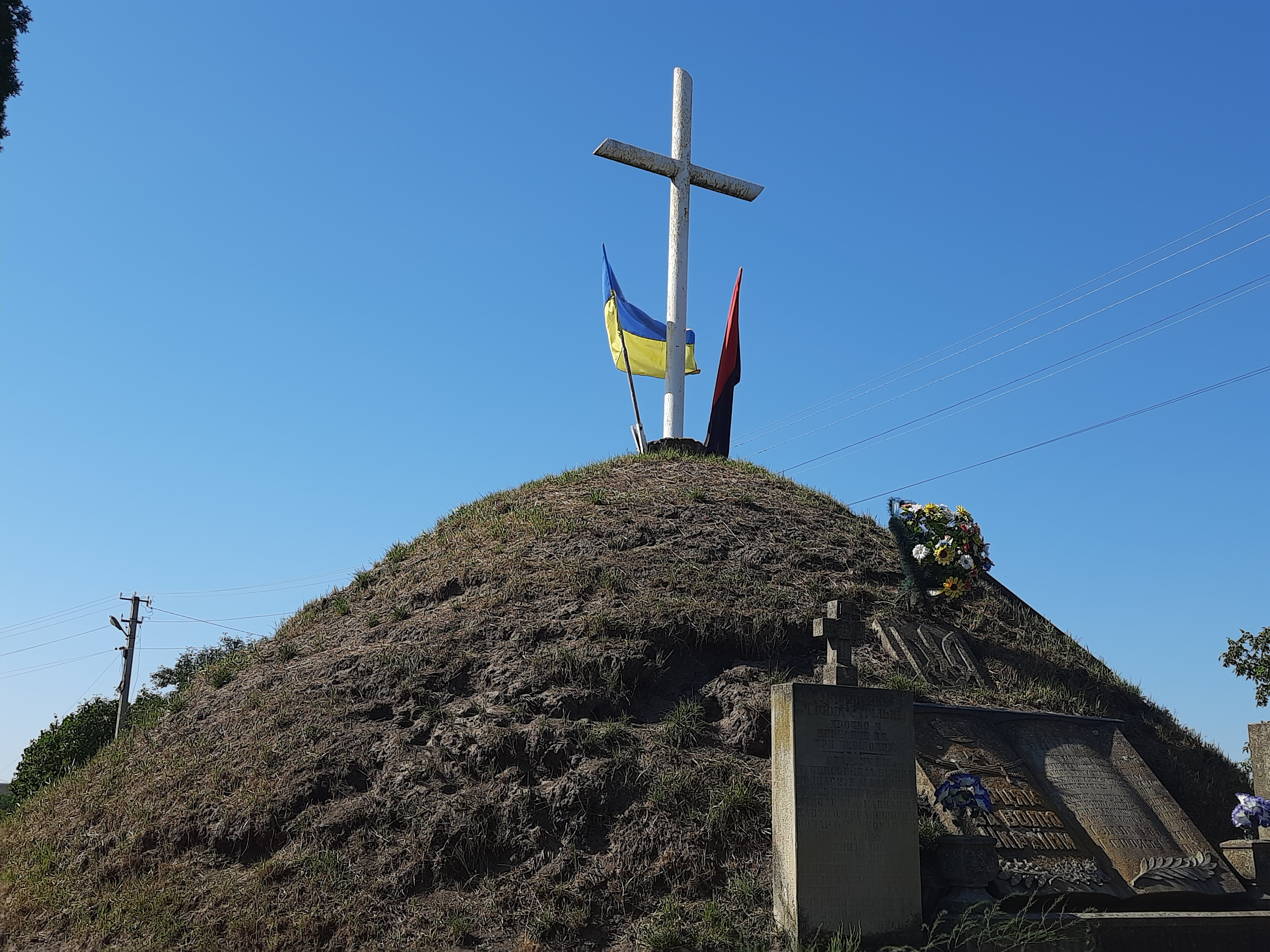
Символічна могила Борцям за волю України
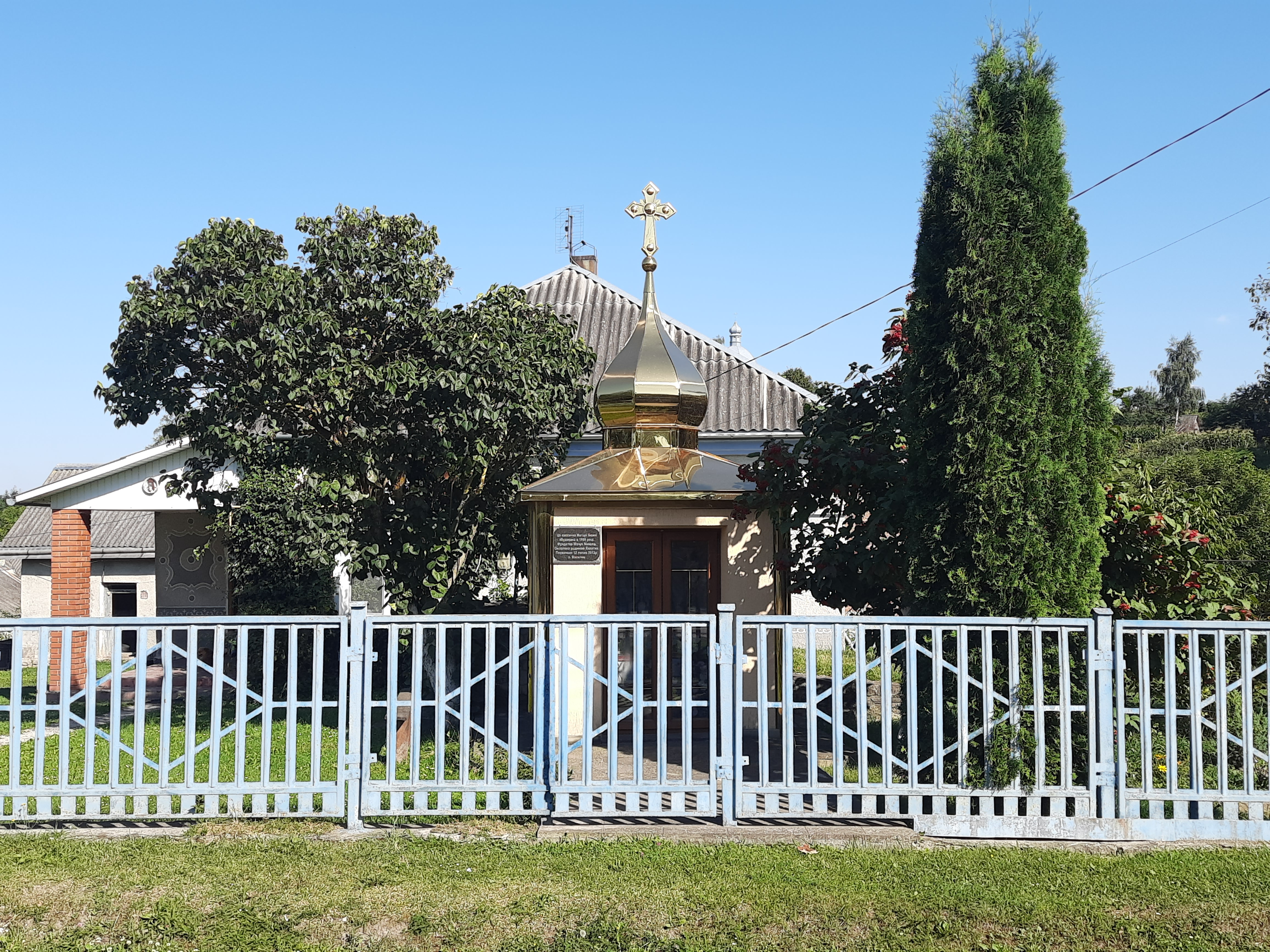
Капличка
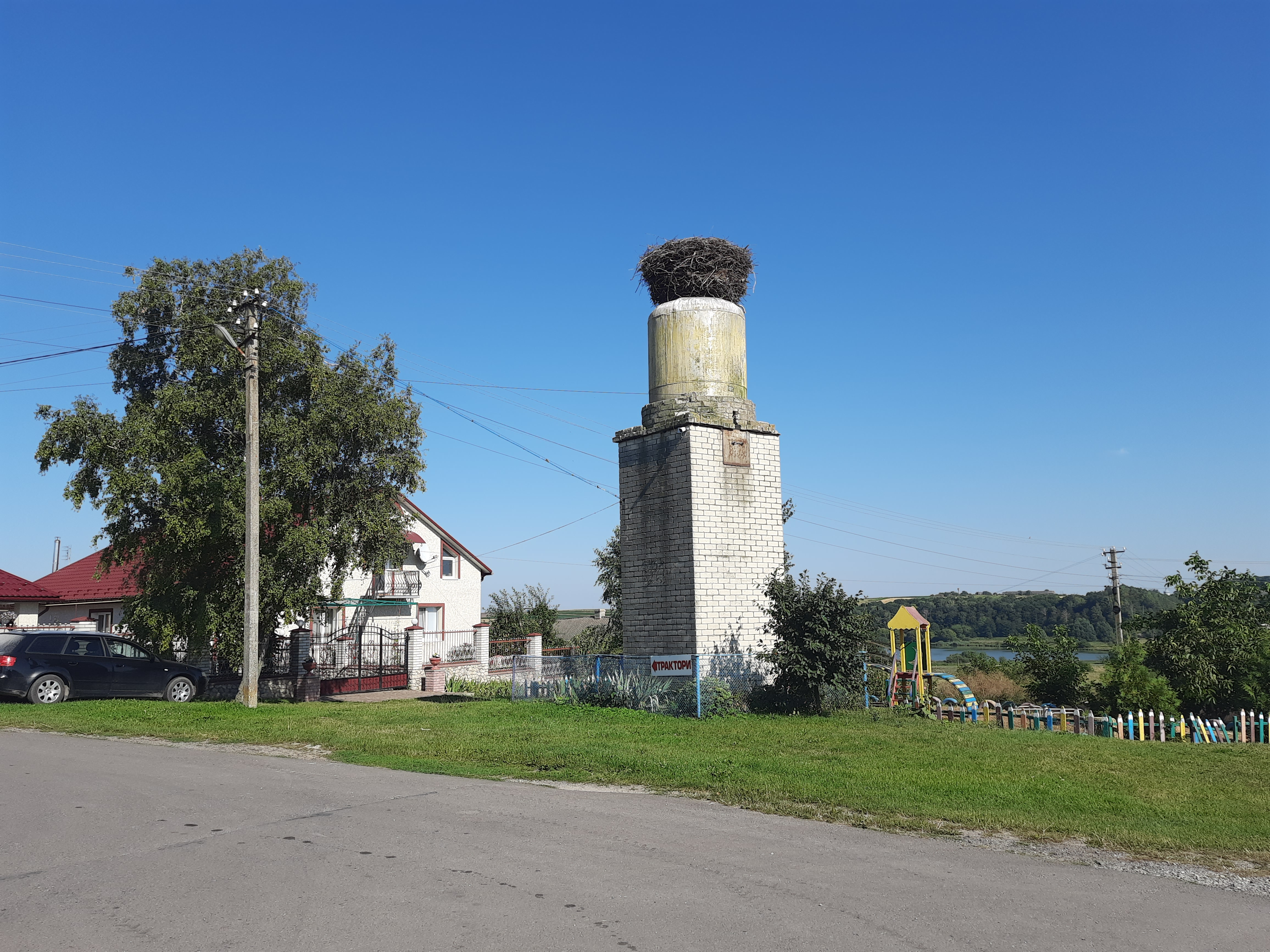
Сільський пейзаж
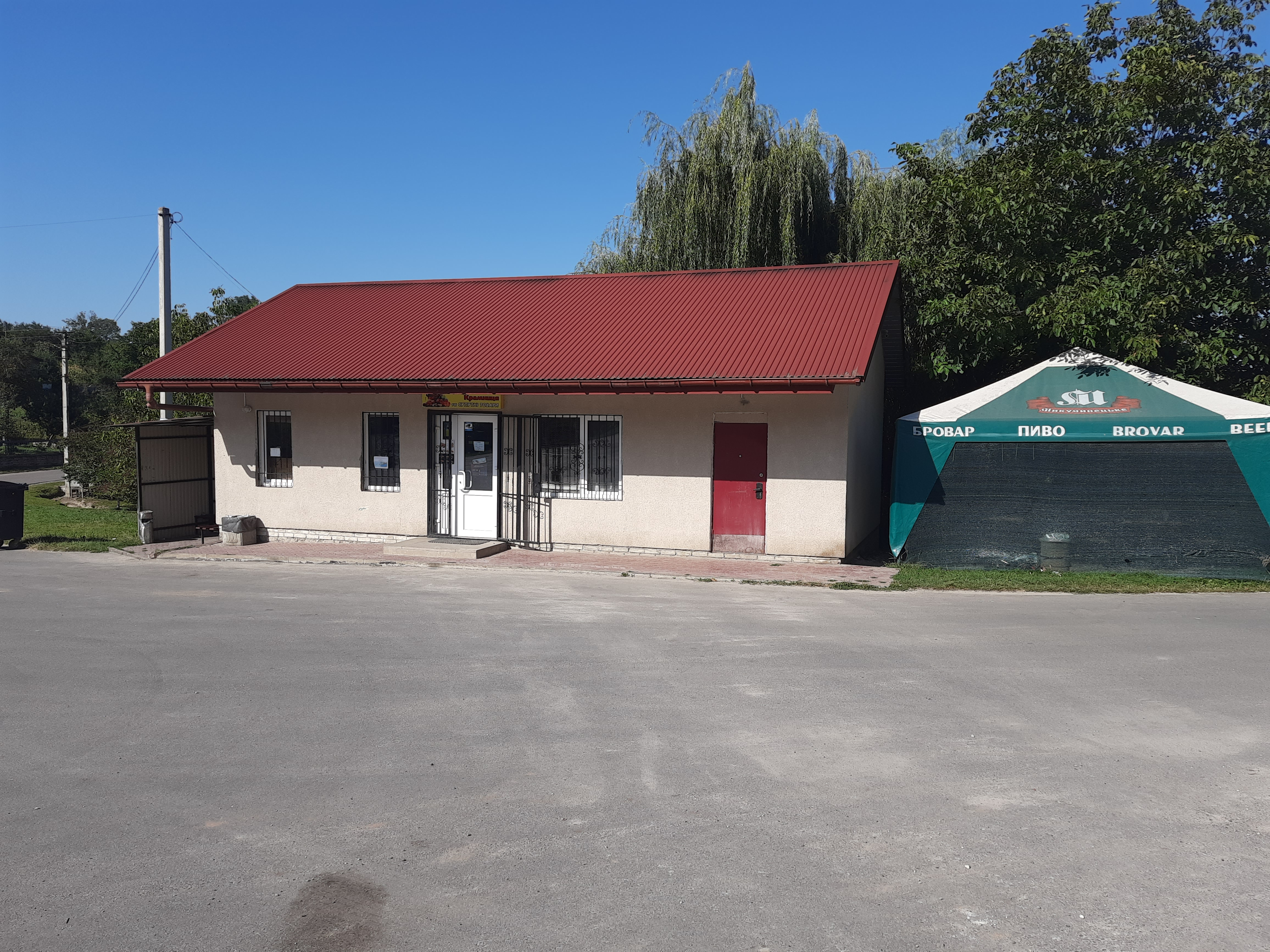
Крамниця
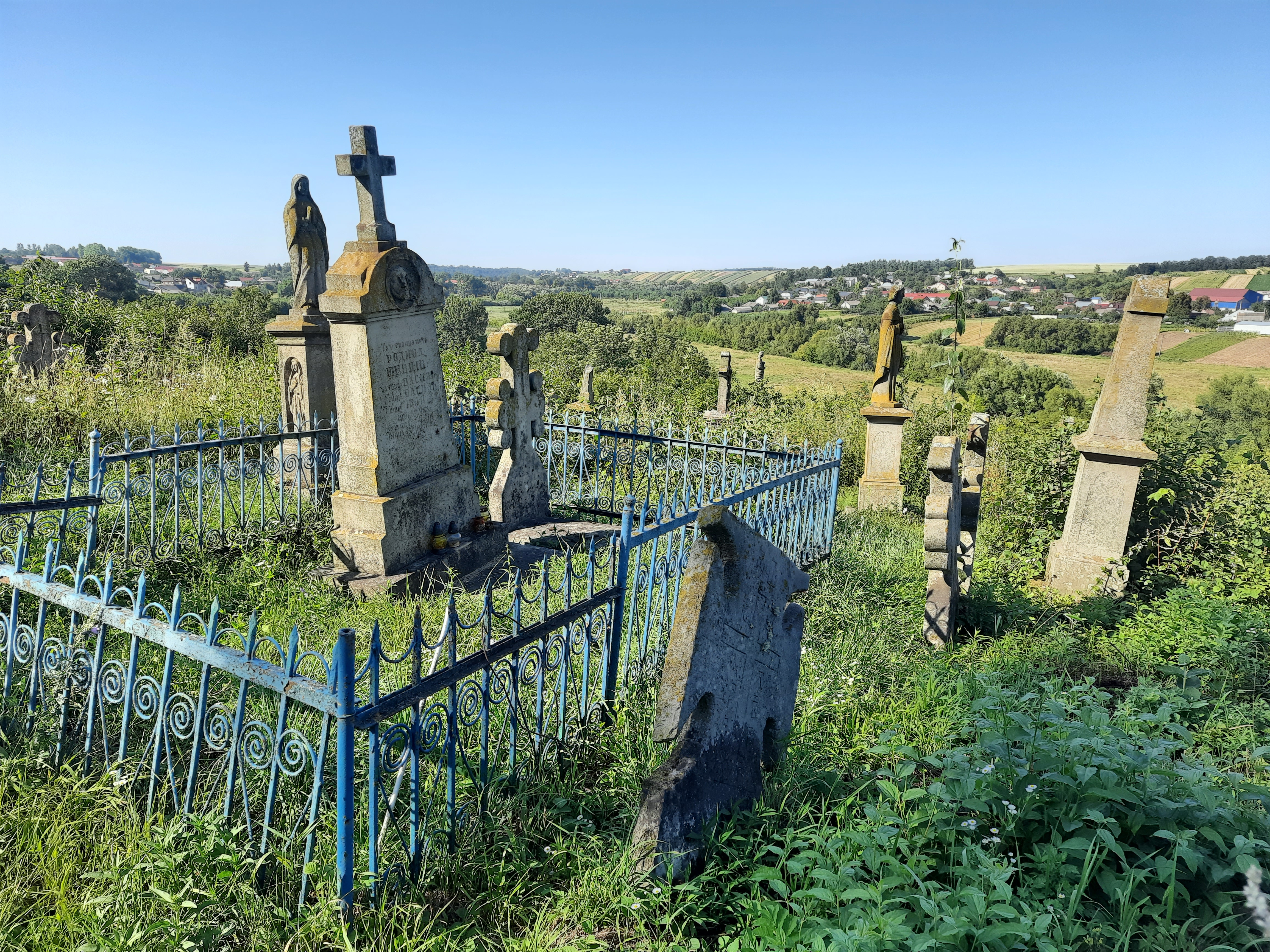
Старий цвинтар
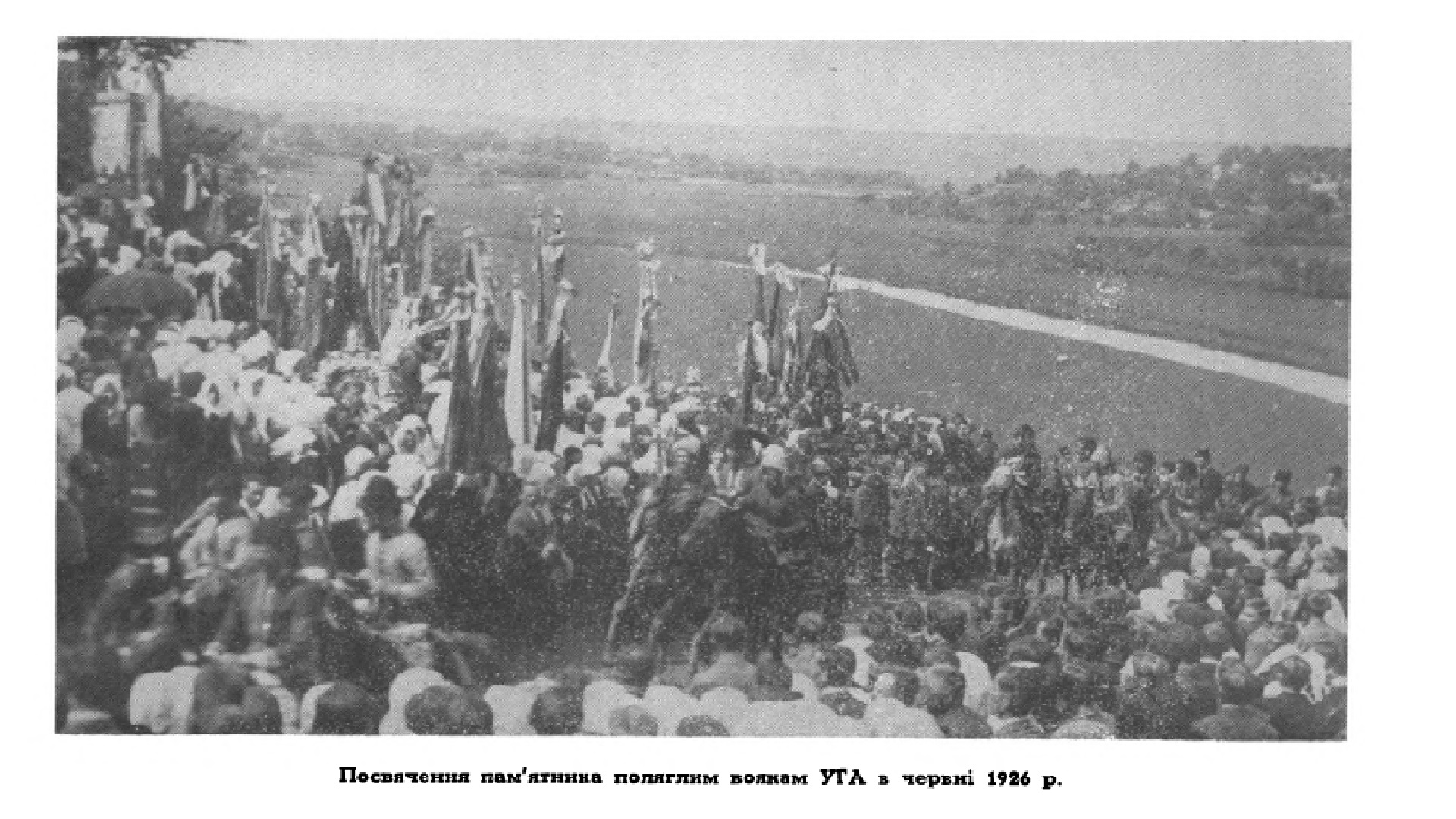